# Риджфілд (Вашингтон)
Риджфілд (англ. Ridgefield) — місто (англ. city) в США, в окрузі Кларк штату Вашингтон. Населення — 10 319 осіб (2020).

## Географія
Риджфілд розташований за координатами 45°49′4″ пн. ш. 122°40′16″ зх. д. / 45.81778° пн. ш. 122.67111° зх. д. (45.817862, -122.671114).  За даними Бюро перепису населення США в 2010 році місто мало площу 18,60 км², з яких 18,33 км² — суходіл та 0,26 км² — водойми.

## Демографія
Згідно з переписом 2010 року, у місті мешкали 4763 особи в 1591 домогосподарстві у складі 1258 родин. Густота населення становила 256 осіб/км².  Було 1695 помешкань (91/км²).
Расовий склад населення:
| - 92,4 % — білих - 2,0 % — азіатів - 0,9 % — чорних або афроамериканців - 0,8 % — корінних американців - 0,1 % — вихідців з тихоокеанських островів |

До двох чи більше рас належало 2,8 %. Частка іспаномовних становила 5,1 % від усіх жителів.
За віковим діапазоном населення розподілялося таким чином: 33,5 % — особи молодші 18 років, 58,8 % — особи у віці 18—64 років, 7,7 % — особи у віці 65 років та старші. Медіана віку мешканця становила 32,4 року. На 100 осіб жіночої статі у місті припадало 99,8 чоловіків;  на 100 жінок у віці від 18 років та старших — 95,2 чоловіків також старших 18 років.
Середній дохід на одне домашнє господарство  становив 95 152 долари США (медіана — 79 243), а середній дохід на одну сім'ю — 93 493 долари (медіана — 87 679). Медіана доходів становила 70 172 долари для чоловіків та 44 202 долари для жінок. За межею бідності перебувало 7,9 % осіб, у тому числі 8,2 % дітей у віці до 18 років та 0,0 % осіб у віці 65 років та старших.
Цивільне працевлаштоване населення становило 2645 осіб. Основні галузі зайнятості: освіта, охорона здоров'я та соціальна допомога — 22,0 %, виробництво — 15,1 %, науковці, спеціалісти, менеджери — 11,9 %, будівництво — 11,2 %.